# Białoruska Partyzantka Ludowa
Białoruska Partyzantka Ludowa (biał. Беларуская Народная Партызанка, Biełaruskaja Narodnaja Partyzanka, BNP) – białoruska zbrojna organizacja narodowowyzwoleńcza działająca na okupowanej Białorusi podczas II wojny światowej i w pierwszych latach powojennych.
Przed agresją wojsk niemieckich na Związek Radziecki w czerwcu 1941 roku, niemiecki wywiad wojskowy Abwehra nawiązał współpracę z Białoruskim Frontem Narodowym. Wspólnym wysiłkiem przez granicę zostały przerzucone grupy dywersyjne. Działały one głównie na obszarze Polesia. W pierwszych dniach wojny na tym terenie powstały oddziały Białoruskiej Samoobrony, które – wobec szybkiego odwrotu Armii Czerwonej – przez pewien czas rządziły na Polesiu. Na jej czele stali Wasil Wir, ataman Jakub Chareuski, Usiewaład Rodźka, Michał Wituszka. Białorusini blisko współdziałali z ukraińską Poleską Siczą atamana Tarasa Bulby-Borowcia. Po zainstalowaniu się niemieckiej administracji okupacyjnej Białoruska Samoobrona przekształciła się w Białoruską Partyzantkę Ludową.
W 1942 roku osiągnęła ona liczebność ok. 3 tysięcy ludzi. W tym czasie kontakt z nią nawiązała konspiracyjna Białoruska Ludowa Hramada. Na początku lipca 1942 roku w rejonie miejscowości Iwacewicze doszło do pierwszego zjazdu dowódców oddziałów partyzanckich i przedstawicieli kierownictwa Hramady. W jego wyniku utworzono tzw. ławę atamanów jako organ kierowniczy. Komendantem BNP został płk Iwan Szańko, dowódca jednego z oddziałów partyzanckich. Do kierownictwa politycznego weszli Siarhiej Chmara, W. Wir i Jurka Stasiewicz. W listopadzie 1942 roku miała miejsce druga narada ławy atamanów. Powstał Główny Sztab Partyzantki z płk. I. Szańko na czele i jego 2 zastępcami: atamanami J. Chareuskim i Syworym. Partyzantka rozrosła się do 5 tysięcy ludzi.
Oddziały BNP działały na Polesiu, Smoleńszczyźnie, Mohylewszczyźnie i Bracławszczyźnie, gdzie występowały pod nazwą Ludowej Partyzantki Socjal-Rewolucyjnej. Na Polesiu współdziałały z ukraińską partyzantką atamana T. Bulby-Borowcia, zwalczając polską i sowiecką partyzantkę. Jednocześnie od 1942 roku rosła w siłę partyzantka radziecka, która oprócz Niemców zwalczała też białoruską partyzantkę narodową; na Polesiu zaczęły pojawiać się też sowieckie grupy desantowe NKWD. W 1943 roku został zabity płk I. Szańko wraz z adiutantem. Duża część oddziałów zostało rozbitych, niektóre zostały podporządkowane komunistycznej partyzantce. Były też oddziały, które wyszły z lasu i wstąpiły do Wolnego Korpusu Białoruskiej Samoobrony, czy później do Białoruskiej Obrony Krajowej.
Po zajęciu Białorusi przez Armię Czerwoną w 1944 roku, silnie osłabiona BNP rozpoczęła walkę z nową okupacją. Jednakże faktycznie brak już było centralnego kierownictwa, zaś oddziały działały samodzielnie. Zostały one rozbite do końca lat 40. Części partyzantów udało się przedostać na Zachód.